# Episodi di Paradise (seconda stagione)
La seconda stagione della serie televisiva Paradise è stata trasmessa in anteprima negli Stati Uniti d'America dalla CBS tra il 10 settembre 1989 e il 28 aprile 1990.
| nº | Titolo originale             | Titolo italiano | Prima TV USA      | Prima TV Italia |
| -- | ---------------------------- | --------------- | ----------------- | --------------- |
| 1  | A Gathering of Guns          |                 | 10 settembre 1989 |                 |
| 2  | Home Again                   |                 | 16 settembre 1989 |                 |
| 3  | The Common Good              |                 | 23 settembre 1989 |                 |
| 4  | Dead Run                     |                 | 7 ottobre 1989    |                 |
| 5  | All the Pretty Little Horses |                 | 14 ottobre 1989   |                 |
| 6  | Orphan Train                 |                 | 28 ottobre 1989   |                 |
| 7  | Burial Ground                |                 | 4 novembre 1989   |                 |
| 8  | A Proper Stranger            |                 | 11 novembre 1989  |                 |
| 9  | Boom Town                    |                 | 18 novembre 1989  |                 |
| 10 | The Return of Johnny Ryan    |                 | 2 dicembre 1989   |                 |
| 11 | The Plague                   |                 | 9 dicembre 1989   |                 |
| 12 | The Gates of Paradise        |                 | 6 gennaio 1990    |                 |
| 13 | Devil's Escort               |                 | 13 gennaio 1990   |                 |
| 14 | Dangerous Cargo              |                 | 20 gennaio 1990   |                 |
| 15 | Till Death Do Us Part        |                 | 3 febbraio 1990   |                 |
| 16 | Avenging Angel               |                 | 10 febbraio 1990  |                 |
| 17 | Crossfire                    |                 | 17 febbraio 1990  |                 |
| 18 | Shadow of a Doubt            |                 | 3 marzo 1990      |                 |
| 19 | The Coward                   |                 | 7 aprile 1990     |                 |
| 20 | The Chase                    |                 | 14 aprile 1990    |                 |
| 21 | Dust on the Wind             |                 | 28 aprile 1990    |                 |